# Dysmeli
Dysmeli är en missbildning som innebär att man saknar delar av olika kroppsdelar, som armen, handen, benet eller foten, Det kan även syfta på total avsaknad av arm eller ben.

## Funktionshindret
Ordet kommer från grekiskans ”dys-” som betyder avvikande och ”melos” som betyder arm- eller ben. Med dysmeli menas alltså en arm eller ett ben som vid födseln inte ser ut som ”vanligt”. Detta kan förstås innebära allt från en liten avvikelse, som ett extra finger eller tå, till en total avsaknad av arm eller ben.
Dysmeli är en medfödd skada, reduktionsmissbildning, på en eller flera extremiteter. Reduktionsmissbildning innebär att delar av arm eller ben saknas.
Dysmeliskadorna delas in i två typer:
- Den transversella ("på tvären") är en rak, amputationsliknande skada
- Den longitudinella ("på längden") är en längsgående skada. Det kan exempelvis saknas ett längsgående ben, men det finns andra ben kvar vid sidan av eller nedanför

## Förekomst
Då man inte vet var man skall sätta gränsen för vad som är dysmeli och för att registreringen är ofullständig i de flesta länder är det svårt att bedöma förekomsten. Gränsen mellan det som betraktas som ”normalt” respektive ”avvikande” är diffus. I en europeisk undersökning (Frantz & O'Rahilly 1961) fann man missbildningar inom arm eller ben (dysmeli) hos ungefär 60 av 10.000 nyfödda barn (0,6%) men i en annan undersökning (Flatt 1994) var siffran bara en tiondel av detta ( 6/10.000 barn d.v.s. 0,06%). Osäkerheten i uppgifterna är alltså stor och beror på hur och vad man räknar! Missbildningar inom övre extremiteterna är betydligt vanligare (60-80%) än inom de nedre (Evans et al, 1994) och i 75-80% drabbar missbildningen bara ena sidan (Froster-Iskenius & Baird 1989).
Förekomsten av dysmeli är i stort sett konstant. Årligen föds ett 60-tal barn i Sverige med dysmeli. Av dessa har ett 15-tal endast lätta finger- eller tåskador. De övriga har skador på hand eller fot och uppåt. Man räknar generellt med att två tredjedelar av skadorna drabbar armar och en tredjedel ben.

## Orsaker
I de allra flesta fall finner man ingen förklaring till varför ett barn får en missbildning i arm eller ben. Handen utvecklas mycket tidigt i fosterlivet. Redan vid 4:e graviditetsveckan kan man se ett litet handanlag på embryot och handens utveckling är i princip klar vid 12:e veckan. Under resten av graviditeten växer handen i storlek och en fortsatt utveckling av vävnaderna sker. Störningar av handens utveckling som leder till en missbildning inträffar alltså nästan alltid mycket tidigt under graviditeten, men man kan sällan påvisa någon yttre faktor som orsak. 
I slutet av 1950 – början av 1960-talet föddes ett stort antal barn runt om i världen med svår dysmeli och så småningom förstod man att dessa missbildningar hade orsakats av att den blivande mamman hade tagit läkemedlet Thalidomid (i Sverige kallat Neurosedyn) någon gång mellan dag 38 och 54  i graviditeten. Endast ett fåtal andra läkemedel har satts i samband med dysmeli. 

### Fotnoter
1. ↑  Camilla Nilsson (9 november 2010). ”Dysmeli”. Vårdguiden. Arkiverad från originalet den 8 september 2010. https://web.archive.org/web/20100908065149/http://www.vardguiden.se/Sjukdomar-och-rad/Omraden/Sjukdomar-och-besvar/Dysmeli/. Läst 19 november 2010.